# Picasso-hal
A Picasso-hal (Rhinecanthus aculeatus) a sugarasúszójú halak (Actinopterygii) osztályának gömbhalalakúak (Tetraodontiformes) rendjébe, ezen belül az íjhalfélék (Balistidae) családjába tartozó faj.

## Előfordulása
A Picasso-hal mindhárom óceánban előfordul, továbbá a Vörös-tengerben is. Az Indiai- és a Csendes-óceánokban Dél-Afrikától kezdve keletre Hawaiig, a Lord Howe-szigetcsoportig, a Tuamotu- és a Marquises-szigetekig, valamint északkeletre Japán déli részéig található meg. Az Atlanti-óceánban csak keleten Afrika partjai mentén - Szenegáltól Dél-Afrikáig - lelhető fel.

## Megjelenése
Az átlagos hossza 15 centiméter, de 30 centiméteresre is megnőhet. 14 centiméteresen már felnőttnek számít. A hátúszóján 3 tüske és 23-26 sugár van, míg a farok alatti úszóján nincs tüske, azonban 21-23 sugár látható.

## Életmódja
Trópusi hal, amely a korallszirtek közelében él, legfeljebb 50 méteres mélységben. A lagúnák sekély, lapos medrű részeit választja élőhelyül. A felnőtt, főleg a nőstény területvédő és a nyíltabb helyeket kedveli, az ivadék a törmelékek közelében marad. Algákkal, szerves törmelékkel, puhatestűekkel, rákokkal, férgekkel, tengerisünökkel, egyéb gerinctelenekkel és azok petéivel táplálkozik; étrendjét kisebb csontos halakkal egészíti ki.

## Szaporodása
A területet a nőstény tartja fent és védelmezi; példánytól függően lehet egy párja, vagy több hímmel is párosodhat. A hím kevésbé hűséges, nagyobb arányban párzik más nőstényekkel. A nőstény a terület mellett az ikrák fölött is őrködik.

## Felhasználása
A Picasso-halat főleg a városi akváriumokban, de a magánokban is kedvelt halfaj. Habár ehető, inkább az akváriumok számára fogják be.

## Képek

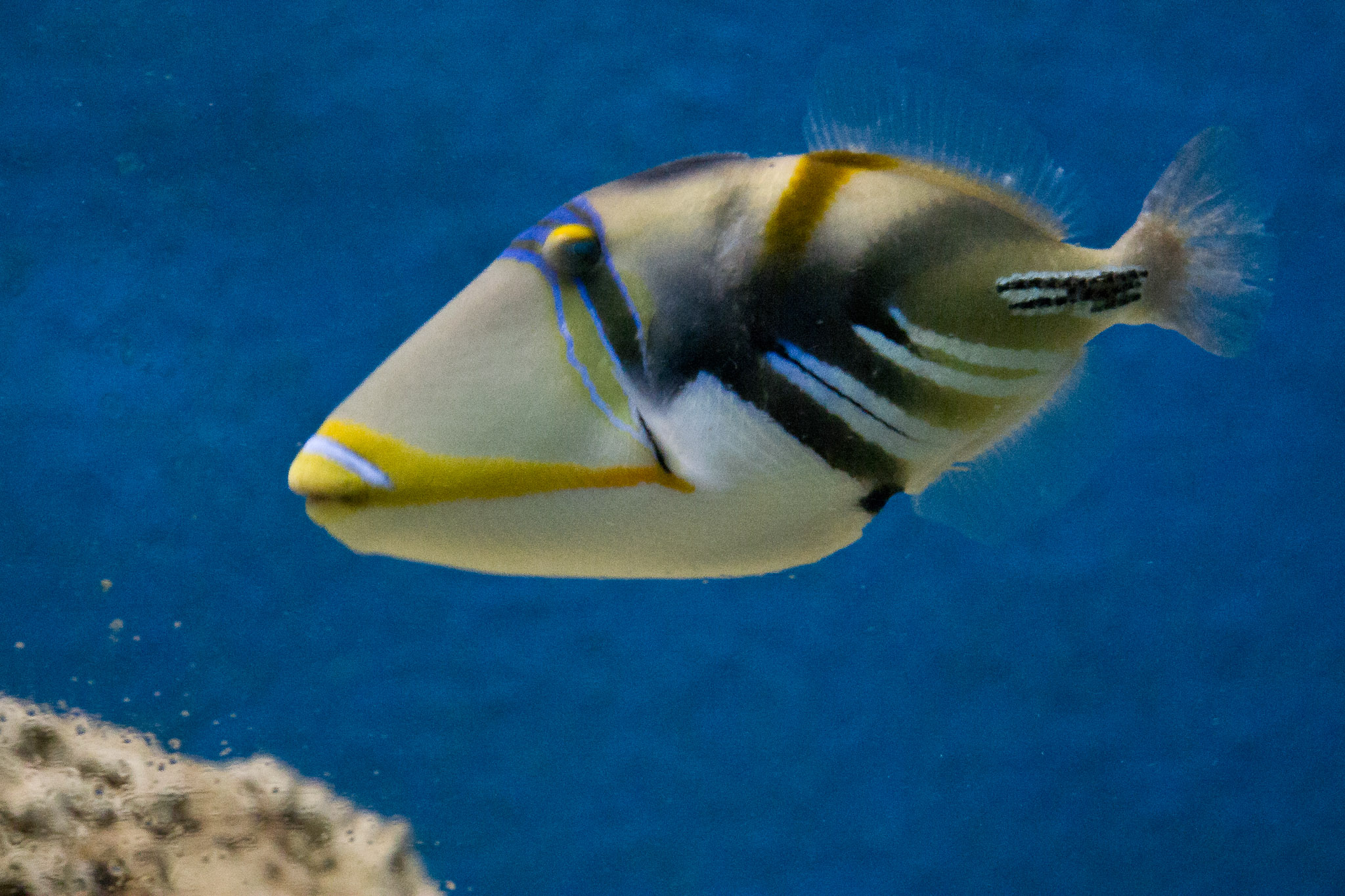
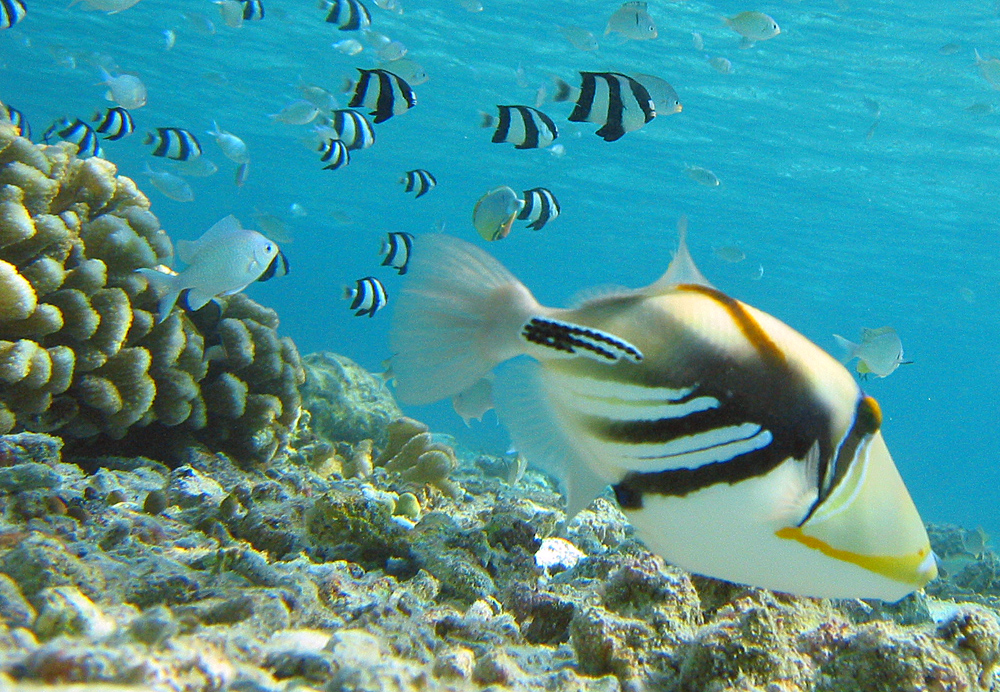
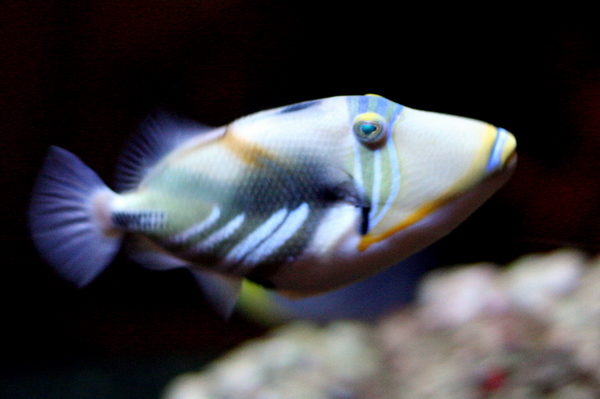
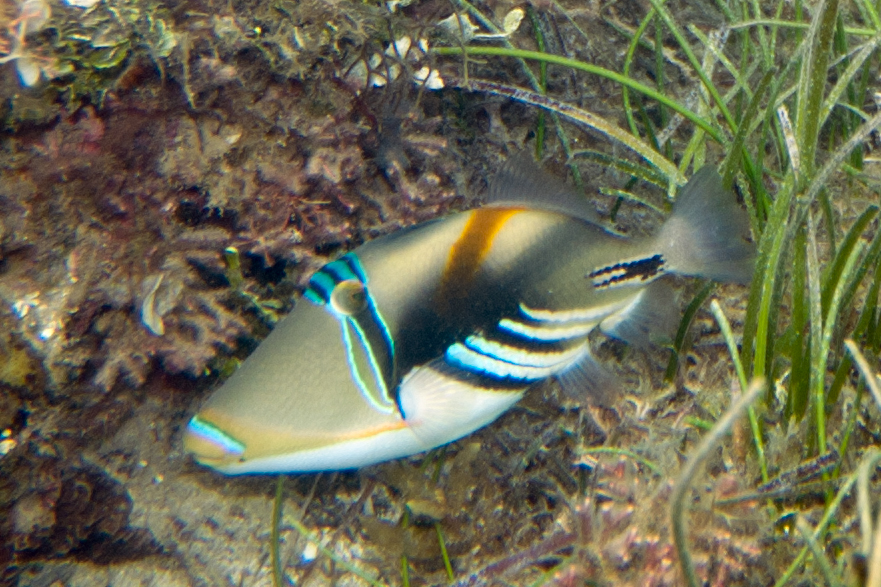